# Corrida Internacional de São Silvestre de 2019
A Corrida Internacional de São Silvestre de 2019 foi a 95ª edição deste evento, realizada no dia 31 de dezembro de 2019, nos arredores do centro da cidade de São Paulo.
A edição contou com 35 mil pessoas inscritas. Iniciou às 8 horas da manhã e teve como ponto de partida e de chegada a Avenida Paulista, próximo ao Edifício Cásper Líbero. O vencedor da corrida masculina foi Kibiwot Kandie, da Quênia,que bateu o recorde da prova. A queniana Brigid Kosgei venceu a corrida feminina.

## Resultados

### Masculino
| Pos. | Atleta                     | País     | Tempo                     | Ref.  |
| ---- | -------------------------- | -------- | ------------------------- | ----- |
| 1º   | Kibiwott Kandie            | Quênia   | 42 min e 59 seg (Recorde) | [ 3 ] |
| 2º   | Jacob Kiplio               | Uganda   | 43 min e 00 seg           | [ 3 ] |
| 3º   | Titus Ekiru                | Quênia   | 43 min e 54 seg           | [ 3 ] |
| 4º   | Geofry Toroitich Kipchumba | Quênia   | 45 min e 10 seg           | [ 3 ] |
| 5º   | Joseph Panga               | Tanzânia | 45 min e 33 seg           | [ 3 ] |

### Feminino
| Pos. | Atleta            | País    | Tempo           | Ref.  |
| ---- | ----------------- | ------- | --------------- | ----- |
| 1º   | Brigid Kosgei     | Quênia  | 48 min e 54 seg | [ 4 ] |
| 2º   | Sheila Chelangat  | Quênia  | 50 min e 10 seg | [ 4 ] |
| 3º   | Tisadk Alem Nigus | Etiópia | 50 min e 12 seg | [ 4 ] |
| 4º   | Pauline Kamulu    | Quênia  | 50 min e 28 seg | [ 4 ] |
| 5º   | Delvine Meringor  | Quênia  | 50 min e 51 seg | [ 4 ] |